# Cyrtodisca major
Cyrtodisca major är en insektsart som först beskrevs av Victor Antoine Signoret 1854.  Cyrtodisca major ingår i släktet Cyrtodisca och familjen dvärgstritar. Inga underarter finns listade i Catalogue of Life.